# Jure Zovko
Jure Zovko (Široki Brijeg, 20. studenoga 1957. ), hrvatski je filozof.

## Životopis
Jure Zovko rodio se u Širokom Brijegu. Nakon gimnazije u Osijeku upisuje filozofiju i pravo na Sveučilištu u Sarajevu. Zatim prelazi na Sveučilište u Freiburgu gdje diplomira filozofiju i germanistiku te magistrira (1985.) i doktorira (1989.) filozofiju. Godine 1990. zapošljava se na Institutu za filozofiju u Zagrebu gdje radi do 2021. Od 1993. do 2000. bio je pomoćnik ministra u Ministarstvu znanosti i tehnologije Republike Hrvatske. Od 2000. godine predaje na Filozofskom fakultetu u Zadru, danas Sveučilište u Zadru.
Jedan je od osnivača Hrvatskih studija Sveučilišta u Zagrebu i prvi pročelnik studijskoga smjera filozofije.
Sudjelovao na brojnim međunarodnim znanstvenim skupovima kao pozvani predavač. Bio je gostujući profesor na sveučilištima u Beču, Mainzu, Tübingenu i Sarajevu, te stipendist/istraživač na ustanovi Center for Hellenic Studies u Washingtonu.
Redoviti je član uglednih filozofskih akademija L'Institut international de philosophie (Paris) i L' Académie Internationale de Philosophie des Sciences (Bruxelles). Izabran je 2012. za Conseiller du comite´ de cooptation de Institut International de philosophie (Paris). Dopredsjednik je ugledne filozofijske udruge Internationale Hegel-Gesellschaft.
Suizdavač međunarodnog časopisa Hegel-Jahrbuch te niza Hegel-Forschungen kod uglednog izdavača Walter de Gruyter. Ugledan je stručanjak za klasičnu njemačku filozofiju koji je radove objavljivao kod izadvača Frommann-Holzboog, Felix Meiner, Schoeningh, Reclam.
Zalaže se protiv učenja Darwinove teorije evolucije u školama jer je smatra "pogrešnom i neprihvatljivom"

## Nagrade i priznanja
Dobitnik je Nagrade za izvrsnost Ministarstva znanosti obrazovanja i sporta povodom primitka u svjetsku akademiju za filozofa L'Institut international de philosophie (Paris) 2008.

### Knjige
- Verstehen und Nichtverstehen bei Friedrich Schlegel. Zur Entstehung und Bedeutung seiner hermeneutischen Kritik, Stuttgart-Bad Cannstatt: Frommann-holzboog, 1990.
- Platon i filozofijska hermeneutika. Zagreb: HFD,  1992.
- Schlegelova hermeneutika. Zagreb: Nakladni zavod Globus, 1997.
- Ogledi o Platonu [Essays on Plato]. Zagreb: Naklada Jurčić 1998., p. 227; 22006.
- Platon, Eutifron [Plato. Euthypro. Translated with an Introduction and Notes by Jure Zovko]. Preveo i priredio Jure Zovko. Zagreb: Matica hrvatska, 1998.
- Matija Vlačić Ilirik, O načinu razumijevanja Svetoga pisma [Matthias Flacius Illyricus, De Ratione Cognoscendi Litteras Sacras. Translated with an Introduction and Notes by Jure Zovko]. Uvod i komentar, Zagreb. Hrvatska sveučilišna naklada, 1993.
- Filozofija i kultura [Philosophy and Culture] Zagreb: Naklada Jurčić 2009.
- Friedrich Schlegel als Philosoph. Paderborn: Schöningh 2010.

### Zbornici
Uredio je zbornike
- Kroatische Philosophie im europäischen Kontext, Gardez! - Verlag, St. Augustin (2003).
- Hufnagel, Erwin /Jure Zovko, eds. Toleranz, Pluralismus, Lebenswelt. Polylog 13 (2005.). Berlin: Parerga, 2004. anz
- Ineichen, Hans/ Zovko, Jure, eds. Verantwortung. Hermeneutische Erkundungen. Berlin: Parerga, 2005.
- Zovko, Jure, ed. Klasici hermeneutike [Anthology of Classic Texts on Philosophical Hermeneutics], Zadar: Hegelovo društvo, 2005.
- Schlegel, Friedrich. Kritike i fragmenti,[Essays and Fragments. Translated with an Introduction and Notes by Jure Zovko] Uredio i preveo Jure Zovko. Zagreb: Naklada Jurčić, 2006.
- Religija, moderna, postmoderna. Filozofsko-teološka razmatranja[Religion, Modernity, Postmodernity] Zadar: Hegelovo društvo 2006.
- Hufnagel, Erwin / Zovko, Jure, eds. Globalisierung. Probleme der Postmoderne. Berlin: Parerga, 2006.
- Schlegel, Friedrich. Schriften zur Kritischen Philosophie 1795-1805. Mit einer Einleitung und Anmerkungen herausgegeben von Andreas Arndt und Jure Zovko, Hamburg: Felix Meiner, 2007.

Recenzirano u:
Athenäum 18 (2008.): 217-231.

Tijdschrift voor Filosofie 70 (2008.): 803-804.

Theologische Literaturzeitung 134 (2009.): 593-594.

Zeitschrift für philosophische Forschung 63 (2009.): 346-349.
- Arndt, Andreas/ Zovko, Jure, eds. Zwischen Konfrontation und Intergration. Die Logik internationaler Beziehungen bei Hegel und Kant. Berlin: Akademie Verlag, 2007.
- Zovko, Jure, ed. Identität? Hermeneutische Erörterungen. Berlin: Parerga, 2008.
- ----------, ed. Klasici metafizike. [Anthology of Classic Texts on Metaphysics], Zadar: Hegelovo društvo, 2008./
- Arndt, Andreas /Zovko. Jure, eds. Staat und Kultur bei Hegel. Berlin: Akademie Verlag 2010 .
- Arndt, Andreas /Zovko. Jure, eds, Fortschritt? Studia philosophica Iaderensia. Bd. 1. Hannover: Wehrhahn Verlag 2011.
- Arndt, Andreas /Zovko. Jure, eds, Freiheit und Determoinismus? Studia philosophica Iaderensia. Bd. 2. Hannover: Wehrhahn Verlag 2012.

### Članci
1. “O prevođenju i razumijevanju Heideggera“[On Translating and Understanding Heidegger ], Filozofska istraživanja, 22 (1987.): 943-956.

2. “Schlegelova filozofija povijesnoga svijeta i mišljenje filozofijske hermeneutike”[Schlegel´s Philosophy of the Historical World and His Hermeneutical Philosophy ], Filozofska istraživanja,  35 (1990.): 439-452.

3. “O problemima interpretacije Platonova Parmenida”[Some Problems of Interpretation of Plato´s Parmenides], Filozofska istraživanja, 37 (1990.): 981-992.

4. “Recepcija Matije Vlačića u filozofijskoj hermeneutici”[The Reception of Matthias Flacius Illyricus in Philosophical Hermeneutics] Filozofska istraživanja,  43 (1991.): 845-858.

5. „Zur Rezeption von Matthias Flacius Illyricus in der philosophischen Hermeneutik.“ In: Matthias Flacius Illyricus -  Leben & Werk, Internationales Symposium, Mannheim, Februar 1991. München: Südosteuropa-Gesellschaft, 1993.: 177-197.

6. „Zur Aktualität der Schlegelschen Hermeneutik“ [The Topicality of Schlegel´s Hermeneutics], Studia hermeneutica 1 (1995.): 69-90.

7. „Matija Vlačić Ilirik. Prinos hermeneutičkoj misli“[The Contribution of Matthias Flacius Illyricus to Hermeneutics]. Smotra/Rundschau 2 (1995.): 6-15.

8. „Ethik und Ontologie in der Lebensphilosophie Friedrich Schlegels“, in: Philosophie de la religion entre ethique et ontologie, ed. M. M. Olivetti. Biblioteca dell'Archivio di Filosofia: Padova, 1996.: 677-682.
    
9. Platon, Fedon [Plato, Paedo. With an Introduction and Notes by Jure Zovko]. Uvod i bilješke. Zagreb: Naklada Jurčić, 1996.: 9-37; 144-159.

10. Fedar, Uvod, u. Platon, Fedar,[Plato, Paedrus. With an Introduction and Notes by Jure Zovko] Zagreb: Naklada Jurčić, 1997.: VII-XXI.

11. „Hermeneutische Aspekte des Gewissens. Eine Auseinandersetzung mit M. Heidegger“, Studia hermeneutica 3 (1997.): 143-151. 

12. Država, Uvod, in:  Platon, Država,  [Plato, Republic. With an Introduction and Notes by Jure Zovko] Zagreb: Naklada Jurčić, 2004.: 5-57.

13. “Aspetti ermeneutici della conscienza” in: Ermeneutiche della finitezza, Atti del settimo colloquio su filosofia e religione Macerata 16-18 (5) 1996. Pisa/Roma: Istituti Editoriali e Poligrafici Internazionali: 1998.: 175-184.

14. “Topicality of Plato's justice”, Studia hermeneutica 4 (1998.): 125-142.

15. „Platon und Wittgenstein - Ein Vergleich“, in: Kampits, P., Weiberg, A. (eds.) Angewandte Ethik. Proceedings of the 21st International Wittgenstein-Symposium Wien, 1999.: 60-70.

16. „Temporalität der ousia?“, Studia hermeneutica 5 (1999.): 67-82.

17. „Grenzen der praktischen Philosophie“, Studia hermeneutica 6 (2000.): 183-195.

18. „Philosophie nach Hegels Beisetzung der Romantik.“ Hegel-Jahrbuch (2002.): 279-285.

19. „Hermeneutik des Verdachts und Fragen nach Gott. Erörterungen zu Fr. Schlegel, Heidegger und Wittgenstein“, in: K. Dethloff, L. Nagl, Fr. Wolfram (eds .) Religion, Moderne, Postmoderne. Philosophisch theologische Erkundungen. Berlin: Parerga, 2002.: 281-298.

20. „Pojam vjerovanja u Wittgensteinovoj kasnoj filozofiji“ [The Concept of Belief in Wittgenstein's Later Philosophy]. In: Filozofija i filodoksija. Zbornik radova sa znanstvenoga skupa Zagreb 19-20. prosinca 2002. Zagreb: Institut za filozofiju 2004.: 196-203.

21. „Glauben und Philosophie: Friedrich Schlegels und Hegels Jacobi-Kritik.“ In: Hegel-Jahrbuch (2005.):  221-227.

22. „Hermeneutische Verantwortung im Rahmen der Kohärenz. Erörterungen zu Flacius Illyricus und Friedrich Schlegel.“ In: Hans Ineichen/Jure Zovko (eds.) Verantwortung. Hermeneutische Erkundungen. Berlin: Parerga, 2005.: 99-130.

23. „Friedrich Schlegels ironische Verdachtshermeneutik.“ In: I. Dalferth, ed. Kritik der Religion. Zur Aktualität einer unerledigten philosophischen und theologischen Aufgabe.“ Tübingen: Mohr, 2006.: 83-94.

24. „Hegels Kritik der Schlegelschen Ironie.“ In: Hegel-Jahrbuch (2007.): 148-154. 

25. „Wie läßt sich heute die `religiöse Identität´ rechtfertigen?“ In: Klaus Dethloff, Ludwig Nagl, Friedrich Wolfram (eds.), Die Grenze des Menschen ist göttlich. Beiträge zur Religionsphilosphie. Berlin: Parerga, 2007.: 107-119.

26. „Kritisieren heißt einen Autor besser verstehen als er sich selbst verstanden hat“ - Zur Relevanz der Schlegelschen hermeneutischen Kritik.” In: Der Mnemosyne Träume. Festschrift zum 80. Geburtstag von Joseph P. Strelka. Ed. by Ilona Slawinski. Tübingen: Narr/Francke, 2007.: 545-555.

27. „The Aura of Work of Art in Benjamins Philosophy.“ In: Jure Zovko (Hrsg), Identität? Hermeneutische Erörterungen. Berlin: Parerga, 2008.: 145-156.

28. „Zur Relevanz der moralischen Urteilsfähigkeit.“ in: A. Weiberg (ed.) Humane Existenz.Reflexionen zur Ethik in einer pluralistischen Gesellschaft. Festschrift für Peter Kampits. Berlin: Parerga, 2007.: 83-96.

29. „Die Bibelinterpretation bei Flacius (1520-1575) und ihre Bedeutung für die moderne Hermeneutik“, Theologische Literaturzeitung 132 (2007.): 1169-1180.

30. „’Der Republikanismus ist notwendig demokratisch’. Bemerkungen zu Schlegels Kant-Kritik.“ In: Andreas Arndt /Jure Zovko (eds.). Zwischen Konfrontation und Intergration. Die Logik internationaler Beziehungen bei Hegel und Kant. Berlin: Akademie Verlag 2007.: 135-146.

31. “Metaphysics as Interpretation of Conscious Life. Some Remarks on D. Henrich’s and D. Kolak’s Thinking”  in: Synthese 162 (2008.): 425-438

32. „Carl Wilhelm Friedrich von Schlegel.“ In: Neue Deutsche Biographie. Herausgegeben von der Historischen Kommission der Bayerischen Akademie der Wissenschaften, Bd. 23 (2007.): 40-42. 

33. “Zur Aktualität von Schlegels Kritikkonzeption.“ In: B. Frischmann/E. Millan, eds. Das Neue Licht der Romantik. Paderborn: Schönigh 2008.: 71-79.

34. „Irony and the Care of the Soul in Plato`s Early Dialogues“, John Dillon and Marie-Elise Zovko (ed) Platonism and Forms of Intelligence.  Berlin: Akademie Verlag 2008.: 107-116.

35. „Zwischen Moderne und Tradition. Schlegels Europa-Idee“, in: Athenäum 18 (2008.): 139-149.

36. “Zur Aktualität von Schlegels Kritikkonzeption“ in: B. Frischmann/E. Millan (ed.), Das Neue Licht der Romantik. Paderborn: Schönigh 2008., 71-79.

37. «Francesco Patrizi.» In: Burkhard Mojsisch/Stephan Jordan, eds. Philosophenlexikon. Stuttgart: Reclam, 2009.: 231-232

38. «Friedrich Schlegel» in: Burkhard Mojsisch/Stephan Jordan (Hg.), Philosophenlexikon, Stuttgart: Reclam, 2009.:  275-277.

39. „`Ereignet sich das Dichterische, dann wohnet der Mensch menschlich …` Ein Vergleich von Friedrich Schlegels und Martin Heideggers Metaphysikkritik» in: Bärbel Frischmann (Hg.) Sprache – Dichtung – Philosophie. Freiburg/Br.: Alber,  2010.: 95-111.

40. „Zur Aktualität der Hegel´schen Freiheitskonzeption“ in: Mathhias Flatscher et al. Zur Relevanz der mitteleuropäischer Identität. Frankfurt/M: Peter Lang 2010.; 21-16.

41. „Universalität der Vernunft. Grundlage interreligiöser Verständigung“ in: Hans-Peter Großhans, Malte Dominik Krüger (Hrsg.): Integration religiöser Pluralität. Philosophische und Theologische Beiträge zum Religionsverständnis in der Moderne. Leipzig: Evangelischer Verlagsanstalt 2010., 180-188.

42.  „Fortschritt in der Hermeneutik“ in: Arndt, Andreas /Zovko. Jure, eds, Fortschritt ? Studia philosophica Iaderensia. Bd. 1. Hannover: Wehrhahn Verlag 2011., 39-56

43.  «Kritik versus System. Ein ironisches Spiel im Denken Friedrich Schlegels» in: C. Danz? J. Stolzenberg (Hg.) System und Systemkritik um 1800. Hamburg: Meiner 2011., 301-310.

44. „Aktualnost Vlačićeve teorije Interpretacije“, u: Matija Vlačić Ilirik [III]. Zbornik s Trećeg međunarodnog skupa o Matiji Vlačiću Iliriku Labin, 22. – 24. travnja 2010.Uredila: Marina Miladinov  Labin: Grad Labin, 2012., 49-56.[“Topicality of Flacius’ Theory of Interpretation” in: Proceedings of the 3st International Flacius-Symposium, ed. M. Miladinov, Labin 2012]

45. “Metaphysical Character of Philosophy”  u: Mark Pestana (ed) Metaphysics, Rijeka:  InTech ISBN 979-953-307-115-1, 2011., s. 9-44.

46. „Hegels Würdigung von Spinozas Affektenlehre“ in:  V. Waibel (ed), Affektenlehre und amor Dei intellectualis. Die Rezeption Spinozas im Deutschen Idealismus, in der Frühromantik und in der Gegenwart. Hamburg: Meiner 2012., 77-88.

47.  “Zwei Lebensformen im Streit um Freiheit. .Überlegung zum Film »On the Path« in: Arndt, Andreas /Zovko. Jure, eds, Freiheit und Determoinismus? Studia philosophica Iaderensia. Bd. 2. Hannover: Wehrhahn Verlag 2012., 183-192.

48. “Hegels Kunstphilosophie als Bestandteild der Moderne” in: Hegel-Jahrbuch (2012.) 223-130.

49. «Sokratova elenhistička metoda» u: Naslijeđe antike. ur. Davor Pećnjak i dr. Zagreb: Kruzak 2013., str. 33-54.

50. «Skeptical Faith as an Aspect of Conscious Life» u: Skeptikal Faith. Claremont Studies in the Philosophy of Religion. Ed. Ingolf Dalferth und Michel Rodgers, Tübingen: Mohr Siebeck 2012., s. 185-195.

51. „Hermeneutisches Klopfen an die Wände des Unaussprechlichen“ u: Sandra Markewitz (Hg.)  Jenseits des beredten Schweigens. Neue Pderspektiven auf den sprachlosen Augenblick. Bielefeld: Aisthesis 2013., 341-352.

52. “Estetika” u: Filozofski leksikon. ed. Stipe Kutleša, Zagreb: Leksikografski zavod 2012., 295-299.

53. “Hermeneutika” u: Filozofski leksikon. ed. Stipe Kutleša, Zagreb: Leksikografski zavod 2012., 470-473.

54. “Matija Vlačić Ilirik (Matthias Flacius Illyricus)” u: Filozofski leksikon. ed. Stipe Kutleša, Zagreb: Leksikografski zavod 2012., s. 1230-1232.

### Recenzije
1. Michael Frede/Günter Patzig. Aristoteles «Metaphysik-Z»: Text, Übersetzung und Kommentar. Verlag C.H.Beck, München 1990. 2 Bde, 121; 345 S. In: Prilozi za istraživanje hrvatske filozofske baštine, 29 (1989.): 221-224.

2. “Princip kaos” [The Principle of Chaos]. Filozofska istraživanja, 38/39 (1990.): 1481-1493.

3. “Mišljenje i prepisivanje”[Thought and Plagiarism]. Filozofska istraživanja, 40 (1991.): 845-858.

4. Walter Jaeschke und Helmut Holzhey (Hrsg.), Frühromantik. Der Streit um die Grundlagen der 'Ästhetik (1797-1805), Felix Meiner, Hamburg 1990., 269. p. Filozofska istraživanja, 44 (1992.): 273-275.

5. Friedrich Schlegel, Transzendentalphilosophie. Eingeleitet und mit Erläuterungen versehen von Michael Elsässer.  Hamburg: Meiner 1991, Synthesis Philosophica 15 (1993.): 220-221.
 
6. „Filološki barbarizmi“ [Philological Barbarisms]. Filozofska istraživanja, 51 (1993.): 967-982.

7. Otto Pöggeller,  Hegels Kritik der Romantik, 2. um ein Nachwort erweiterte Aufl. Fink-Verlag, München 1999., 245 S.  Philosophisches Jahrbuch 109 (2002.): 400-403.

8. Riccardo Pozzo, Georg Friedrich Meiers «Vernunftlehre». Eine historisch-systematische Untersuchung. Stuttgart-Bad Cannstatt: frommann-holzboog, 2000. (Forschungen und Materialien zur deutschen Aufklärung: Abt. 2, Monographien; Bd. 15; Zugl. Trier, Univ, Habil.-Schr., 1995. u: Erwin Hufnagel/Jure Zovko (Hrsg.) Toleranz, Pluralismu. Berlin: Parerga, 2004.: 173-175.

9. Bärbel Frischmann, Vom transzendentalen zum frühromantischen Idealismus. J. G. Fichte und Fr. Schlegel, Ferdinand Schöningh, Paderborn u. a. 2005. 410 S., ISBN 3-506-71704-9. Athenaeum 17 (2007): 263-271.

10. Michael Erler, Grundriss der Geschichte der Philosophie. Die Philosophie der Antike 2/2. Platon. Basel: Schwabe 2007. Theologische Literaturzeitung (2009) 135 (2010) 221-224.

11. Günter Figal, Gegenständlichkeit. Das Hermeneutische und die Philosophie. Tübingen: Mohr 2006. Theologische Literaturzeitung 135(2010) 72-74.

12. Kritische Friedrich-Schlegel-Ausgabe Bd. 25. Höhepunkt und Zerfall der romantischen Schule (1799-1802). Mit Einleitung und Kommentar hg. von Hermann Patsch. Paderborn: Schöningh 2009; Arbitrium. Zeitschrift für Rezensionen zur germanistischen Literaturwissenschaft. Heft 1 2011 30 (2012.) 210-214.
Cjelovita bibliografija nalazi se na Hrvatskoj znanstvenoj bibliografiji; Jure Zovko (176590).

## Vanjske poveznice
- Jure Zovko (Institut International de Philosophie)  Arhivirana inačica izvorne stranice od 17. listopada 2018. (Wayback Machine)